# Малахово (Новосокольницький район)
Малахово (рос. Малахово) — присілок в Новосокольницькому районі Псковської області Російської Федерації.
Населення становить 57 осіб. Входить до складу муніципального утворення Пригородная волость.

## Історія
Від 2015 року входить до складу муніципального утворення Пригородная волость.

## Населення
| 2001 | 2002 | 2010 |
| ---- | ---- | ---- |
| 103  | ↘86  | ↘57  |